# HD 198431
HD 198431，又名BD-13 5773，SAO 163924、HR 7976，是一颗恒星，视星等为5.88，位于銀經34.83，銀緯-32.07，其B1900.0坐标为赤經20h 45m 11.1s，赤緯-12° -32.07′ 55″。